# 向水河
向水河，位于中国广西壮族自治区西部，是黑水河左岸支流，发源于天等县福新镇苗村村泗城岭（海拔1073米）东麓的苗村坡洗屯，向东流经龙茗镇，在小山乡麦屯以北转东南流，经几段伏流河段进入大新县境，干流在大新县境内又称利江，东南流至大新县城桃城镇转西南流，至恩城乡新圩村格强屯东南汇入黑水河。干流长85千米，平均比降3.17‰，流域面积1134平方千米。
向水河流域大部分为石灰岩地貌，岩溶峰林发育，洞穴潜流复杂，干支流多有间歇河段和深潭。